# Oruza bipunctata
Oruza bipunctata är en fjärilsart som beskrevs av W. Warren 1913. Oruza bipunctata ingår i släktet Oruza och familjen nattflyn. Inga underarter finns listade i Catalogue of Life.